# 小行星8387
小行星8387（8387 Fujimori）是一颗绕太阳运转的小行星，为主小行星带小行星。该小行星于1993年2月发现。
該小行星以日本業餘天文學家藤森賢一命名。

## 轨道参数
小行星8387的轨道半长轴为3.0001492 UA，离心率为0.099。